# Luis Bordón
Luis Bordón (Guarambaré, 19 agosto 1926 – Asunción, 14 aprile 2006) è stato un compositore e musicista paraguaiano interprete dell'arpa paraguaiana.

## Biografia
Nacque nel Dipartimento Central del Paraguay e fin dall'infanzia si dimostrò interessatissimo all'arte musicale, venendo incoraggiato e supportato dai genitori. Iniziò lo studio dell'arpa paraguayana e il suo virtuosismo lo condusse a suonare in un modo subito definito "inimitabile da chiunque altro" da chi lo ascoltava. A partire dal 1950, divenne membro di un'orchestra folkloristica, con la quale andò in tournée prima per il paese e poi nel vicino stato del Brasile. Passò un lungo periodo della sua vita in Brasile, considerato negli anni settanta e ottanta un artista di grandissimo successo, per i suoi concerti e le vendite record. Incise 34 album, vinse 8 dischi d'oro e rese celebre il repertorio popolare paraguayano; inoltre, allargò a tutti i generi di musica la pratica dell'arpa.
Grazie a lui, il nome dell'arpa indiana (detta così per il gran numero di suonatori di tale nazionalità) venne definitivamente modificato in "arpa paraguayana".
Abbandonò l'orchestra di cui era membro per perfezionarsi come solista, e iniziò ad incidere dischi nel 1959, anno del suo primo LP "Arpa Paraguaya en Hi-Fi". In breve tempo, questo divenne un successo internazionale e Bordón fu spinto ad incidere altri dischi: ne realizzò 32, principalmente in 45 giri. In tutto il mondo, gli appassionati di arpa paraguayana conservano i suoi album nelle proprie collezioni come materiale di altissimo valore artistico. Oltre ai 45 giri, le opere da lui interpretate di maggior importanza storico-artistica sono state riversate su 14 CD.
Il grande successo ottenuto nella carriera gli ha permesso di vincere numerosi premi, e di girare il mondo diverse volte, come portatore del messaggio di armonia e bellezza racchiuso nella sua musica.

### Premi e riconoscimenti
Durante la sua carriera, ricevette diverse importanti cariche:
- Ministro dei Lavori Pubblici e delle Comunicazioni (Paraguay)
- Una carica d'onore nel corpo di Polizia Brasiliano
- Cittadinanza onoraria dello stato del Texas, USA
- Medaglia "Semper Altima" dell'esercito statunitense

Vinse inoltre 18 trofei musicali tra Brasile e Stati Uniti, ricevette un premio a San Paolo del Brasile per l'impegno in programmi culturali, e venne premiato dall'UNESCO con una medaglia dedicata a importanti personalità nell'ambito artistico e culturale. La sua musica venne adoperata in importanti eventi pubblici in moltissimi paesi. Fu invitato nei Paesi Bassi all'inaugurazione di una rete TV e fu ospite di una famosa compagnia aerea giapponese per suonare nel Paese del Sol Levante.

### Il ritorno in Paraguay
Tornato nel suo paese natale, continuò a suonare, accompagnato dal figlio Luis Bordón Junior che suonava la chitarra; padre e figlio formarono un applaudito duo.
Ottenne un posto d'onore nella storia della musica paraguayana per la bellezza e per la qualità delle sue composizioni.

### Gli ultimi anni
Nel 2006 ricevette un'importante onorificenza; in quella occasione espresse il desiderio di tenere un grande concerto d'arpa. Il suo desiderio non ebbe seguito, ma l'inconfondibile suono della sua arpa continuerà sempre ad essere ricordato dagli appassionati ma anche dalla gente comune.
Morì nel 2006 all'età di 79 anni nella città di Asunción.

## Le Opere

### Canzoni più famose
- Despertar nativo
- Caballito andador
- Canto de pajarito
- Danza seductora
- Lamento indio
- Arpa paraguaya
- La voz del viento
- Leny
- Sonrisa hechicera
- La fiesta de la selva
- El arpa y la danza de mi tierra
- Anivena upeicha Yoly
- El diálogo del guyraû con el caballo

Varie di queste canzoni furono scritte con Oscar Safuán.

### Album
Di seguito, alcuni degli album che gli permisero di vincere otto dischi d'oro
- A Harpa e a Cristandade
- Arpa Paraguaya en Hi-Fi
- Recordando carnavales (in due volumi)
- Sucesos sanjuaninos
- El arpa paraguaya y la cristiandad
- Bordón tropical
- Tango para ti
- Luís Bordón y su arpa paraguaya
- Noches del Paraguay
- Paraguay 80